# Dirección de Bibliotecas y Promoción de la Lectura
La Dirección de Bibliotecas y Promoción de la Lectura es un organismo oficial dependiente del Instituto Cultural de la provincia de Buenos Aires, República Argentina, cuyo objetivo es la administración del denominado Sistema de Bibliotecas, creado a partir del Decreto Ley N.º 9319 de 1979, a través de la cual las bibliotecas que lo integren tienen la posibilidad de recibir un subsidio mensual, asistencia técnica, asesoramiento bibliográfico, cursos, talleres y bibliografía, entre otros beneficios por parte del Estado Provincial. 

## Sistema de Bibliotecas
El sistema está integrado por la Biblioteca Central de la Provincia, con sede en la calle 47 nro. 510 de la ciudad de La Plata; y 488 Bibliotecas públicas, populares, escolares y especiales adheridas.
Dichas instituciones de lectura están distribuidas por toda la Provincia, aún en lugares muy aislados como las Islas del Tigre o pueblos alejados de la patagonia bonaerense.
Las 488 bibliotecas de la Provincia tienen diverso grado de desarrollo y magnitud. Algunas llegan a ser complejos importantes y otras apenas pequeñas salas de lectura para una decena de lectores. 
Cada Biblioteca reconocida por este organismo posee un número otorgado por la Dirección de Bibliotecas, el cual sirve para identificarla dentro del sistema. Desde la creación de la Dirección en 1938 se han ido incorporando gradualmente las instituciones, en mayor o menor medida, teniendo su pico durante el período 1996-1999 donde se incorporaron 250 de las 488 ahora existentes.